# Peter Apian
Peter Apian (latinsko Petrus Apianus; pravo ime Peter Bienewitz), nemški astronom, kartograf, matematik, izdelovalec inštrumentov in humanist, * 16. april 1495, Leising, Saška, (danes Nemčija), † 21. april 1557, Ingolstadt, Bavarska.

## Življenje in delo
Apian je študiral matematiko, astronomijo in kozmografijo na Univerzi v Leipzigu.
Leta 1524 je izdal svojo najbolj znano knjigo o astronomiji in geografiji Cosmographia seu descriptio totius orbis. Temeljila je na Ptolemejevemu delu. Frisius jo je leta 1529 izdal v popravljeni različici.
Apiana so leta 1527 izbrali za profesorja matematike na Univerzi v Ingolstadtu.
V delu Instrumentum sinuum sive primi mobilis je leta 1534 v Nürnbergu izdal prvo razpredelnico sinusov. Sinusi so bili preračunani za vsako ločno minuto. Tega leta je izdal tudi velik zemljevid Evrope, ki pa se na žalost ni ohranil.
Njegovo delo iz leta 1540 Astronomicum caesareum je vsebovalo njegova lastna opazovanja petih kometov, še posebej Halleyjevega kometa. Apian je prvi dognal, da kometni rep vedno kažejo stran od Sonca.

## Priznanja

### Poimenovanja
Po njem se imenuje asteroid 19139 Apian.